# Frank Knight
Frank Hyneman Knight (7. listopadu 1885 McLean County, Illinois – 15. dubna 1972 Chicago, Illinois) byl americký ekonom, který většinu své kariéry strávil na Univerzitě v Chicagu, kde se také stal jedním ze zakladatelů chicagské školy ekonomie. Mezi jeho studenty v Chicagu byli i tací, kteří později v životě obdrželi Nobelovu cenu (Milton Friedman, George Stigler, James M. Buchanan). Knight neměl vliv pouze na své studenty. Britský držitel nobelovy ceny Ronald H. Coase sám přiznal, že Knight na něj měl velký vliv i přes to, že jeho učitelem nebyl. Dalším ze slavných person, které se na jeho konto vyjádřily, byl F. A. Hayek, který uznával Knightovo ekonomické myšlení a považoval ho za hlavního promotéra klasických liberálních myšlenek ve dvacátém století. Řada amerických ekonomů z dvacátého století Knighta označuje za jednoho z mála „Amerických svatých v ekonomice“ narozených po roce 1860.

## Život a kariéra
Knight (B.A., Milligan College, 1911; B.S. a A.M., Tennessee, 1913; Ph.D., Cornell, 1916) se narodil roku 1885 v McLean County, Illinois. Jeho rodiči byli Julia Ann Hyneman a Winton Cyrus Knight. V mládí byl vychováván v křesťanské víře, ovšem později v životě se stal ateistou. Po svých studiích na univerzitě v Tennessee strávil většinu svého kariérního života na Univerzitě v Chicagu, kde vyučoval sociální vědy a filosofii. Knight byl jedním z nejpřednějších světových ekonomů díky svým příspěvkům jak do ekonomie, tak do sociální filosofie. Jeho nejznámějším příspěvkem je: Risk, Nejistota a profit, studie role podnikatele v ekonomickém životě. Roku 1950 byl prezidentem Americké Ekonomické Asociace. Roku 1957 obdržel vytouženou cenu Francise A. Walkera. Tato cena je udělována maximálně jednou za pět let žijícímu ekonomovi, který za svou kariéru učinil největší ekonomický přínos. Byl spoluzakladatelem a viceprezidentem Mont Pelerin Society.
Knight je známý hlavně jako autor knihy Risk, Nejistota a Profit (1921), která vycházela z jeho disertační práce na Cornellově univerzitě. V této knize autor opatrně rozlišuje mezi ekonomickým rizikem a nejistotou. Rizikové situace jsou ty, ve kterých mohla být pravděpodobnost určována a výsledek tedy mohl být pojištěn. Na druhou stranu nejistota vede k výsledku, jehož pravděpodobnost nemohla být známa. Knight tvrdil, že nejistota vedla k ekonomickým ziskům, které by ani dokonalá konkurence nemohla eliminovat. Knightův rozdíl mezi rizikem a nejistotou je stále vyučován v dnešních ekonomických školách.
Většina ekonomů nyní uznává Knightovo rozdělení mezi riskem a nejistotou, přesto tento koncept nikdy nevedl k vytvoření teoretického modelu či empirické práci. Byl nicméně rozebírán v nespočtu akademických prací. J. M. Keynes ji dlouze rozebíral ve své práci Pojednání o pravděpodobnosti. Armen Alchain ji zas využil v diskusi na téma chování trhu ve své seminární práci Nejistota. Paul Davidson tuto myšlenku  začlenil, jako jednu z klíčových, do postkeynesiánské školy, kterou spolu založil. Myšlenku risku a nejistoty využili i další autoři, na příklad Harrison White nebo G. L. S. Shackle.
Knight mimo jiné diskutoval s A. C. Pigouem o sociálních hodnotách a přispíval k debatě o zpoplatnění dálnic. Tvrdil, že na silnicích v soukromém vlastnictví (spíše než na státem vlastněných silnicích) by byly tak vysoké poplatky, že by se zácpy snížily. Tímto vytvořil argument, který tvoří základ analýzy dopravní rovnováhy, která je nyní známá jako Wardropův princip:
Předpokládejme, že mezi dvěma body jsou dvě dálnice. Jedna z nich je dost široká pro cestu bez zácp, ale je špatně odstupňovaná a má hrubý povrch. Zatímco druhá má lepší povrch a je odstupňována správně, jenže je úzká a má nízkou kapacitu. Jestliže má určité množství vozidel jezdit mezi danými dvěma body a mohou si nezávisle na sobě vybrat, kterou cestou pojedou, pojede více aut užší a lepší cestou. Je to pro ně finančně výhodnější a celkově pohodlnější. Lepší a užší silnice se bude plnit a tím přijdou zácpy. V určitém bodu tak začne být výhodnější používat širší a horší silnici.

## Hlavní publikace
- "The Concept of Normal Price in Value and Distribution", 1917, QJE.
- "Cassel's Theoretische Sozialökonomie", 1921, JPE.
- "Risk, Uncertainty, and Profit", 1921
- "Ethics and the Economic Interpretation", 1922, QJE (repr. in 1999, I)
- "The Ethics of Competition", 1923, QJE (repr. in 1999, I)
- "Business Management: Science or Art?", 1923 Journal of Business.
- "Some Fallacies in the Interpretation of Social Cost", 1924, QJE (repr. in 1999, I)
- "The Limitations of Scientific Method in Economics", 1924, in Tugwell, editor, Trend of Economics (repr. in 1999, I)
- "Fact and Metaphysics in Economic Psychology", 1925, AER (repr. in 1999, I)
- "A Note on Professor Clark's Illustration of Marginal Productivity", 1925, JPE.
- "Economic Psychology and the Value Problem", 1925, QJE.
- "Economics at its Best: Review of Pigou", 1926, AER.
- "Historical and Theoretical Issues in the Problem of Modern Capitalism", 1928, Journal of Econ & Business History (repr. in 1956 & 1999, I)
- "A Suggestion for Simplifying the Statement of the General Theory of Price", 1928, JPE.
- "Freedom as Fact and Criterion", 1929, Int J of Ethics
- "Statics and Dynamics: Some queries regarding the mechanical analogy in economics", 1930, ZfN (repr. in 1956 & 1999, I)
- "Professor Fisher's Interest Theory: A case in point", 1931, JPE.
- "Modern Economic Society Further Considered", 1932, JPE.
- "The Newer Economics and the Control of Economic Activity", 1932, JPE (repr. in 1999, I)
- The Economic Organization, 1933.
- "Capitalistic Production, Time and the Rate of Return", 1933, in Essays in Honor of Gustav Cassel (repr. in 1999, I)
- "The Nature of Economic Science in Some Recent Discussion", 1934, AER.
- "Social Science and the Political Trend", 1934, Univ of Toronto Quarterly
- "Common-Sense of Political Economy: Wicksteed Reprinted", 1934, JPE (repr. in 1956)
- The Ethics of Competition and Other Essays, 1935.
- "The Ricardian Theory of Production and Distribution", 1935, Canadian JE (repr. in 1956 & 1999, I)
- "A Comment on Machlup", 1935, JPE.
- "Professor Hayek and the Theory of Investment", 1935, EJ.
- "The Theory of Investment Once More: Mr. Boulding and the Austrians", 1935, QJE.
- "Some Issues in the Economics of Stationary States", 1936, AER.
- "The Place of Marginal Economics in a Collectivist System", 1936, AER.
- "The Quantity of Capital and the Rate of Interest", 1936, JPE (repr. in 1999, I)
- "Pragmatism and Social Action: Review of Dewey", 1936, Int J of Ethics
- "Note on Dr. Lange's Interest Theory", 1937, RES.
- "Unemployment: and Mr. Keynes's revolution in economic theory", 1937, Canadian JE(repr. in 1999, I)
- "On the Theory of Capital: In reply to Mr. Kaldor", 1938, Econometrica.
- "Bertrand Russell on Power", 1939, Ethics.
- "The Ethics of Liberalism", 1939, Economica.
- "Socialism: The Nature of the Problem", 1940, Ethics (repr. in 1999, II)
- "'What is Truth' in Economics", 1940, JPE (repr. in 1956 & 1999, I)
- "The Significance and Basic Postulates of Economics: a rejoinder", 1941, JPE
- "Religion and Ethics in Modern Civilization", 1941, J of Liberal Religion
- "The Meaning of Democracy: its politico-economic structure and ideals", 1941, J of Negro Education
- "Social Science", 1941, Ethics (repr. in 1956)
- "The Business Cycle, Interest and Money: A methodological approach", 1941, REStat(repr. in 1956 & 1999, II)
- "Professor Mises and the Theory of Capital", 1941, Economica.
- "The Role of the Individual in the Economic World of the Future", 1941, JPE.
- "Anthropology and Economics", 1941, JPE.
- "Science, Philosophy and Social Procedure", 1942, Ethics
- "Fact and Value in Social Science", 1942, in Anshen, editor, Science and Man
- "Some Notes on the Economic Interpretation of History", 1942, Studies in the History of Culture (repr. in 1999, II)
- "Social Causation", 1943, American Journal of Sociology (repr. in 1956)
- "Diminishing Returns Under Investment", 1944, JPE.
- "Realism and Relevance in the Theory of Demand", 1944, JPE (repr. in 1999, II)
- "The Rights of Man and Natural Law", 1944, Ethics (repr. in 1999, II)
- "Human Nature and World Democracy", 1944, American J of Sociology.
- "Economics, Political Science and Education", 1944, AER
- The Economic Order and Religion, with T.W. Merriam, 1945.
- "Immutable Law in Economics: Its reality and limitations", 1946, AER.
- "The Sickness of Liberal Society", 1946, Ethics (repr. in 1999, II)
- "Salvation by Science: The gospel according to Professor Lundberg", 1947, JPE (repr. in 1956)
- Freedom and Reform: Essays in economics and social philosophy, 1947.
- "Free Society: Its basic nature and problem", 1948, Philosophical Review (repr. in 1956)
- "The Role of Principles in Economics and Politics", 1951, AER (repr. in 1956 & 1999, II)
- "Institutionalism and Empiricism in Economics", 1952, AER.
- On the History and Methods of Economics: Selected essays, 1956, ISBN 978-0-226-44689-9.
- Intelligence and Democratic Action, 1960.
- "Methodology in Economics", 1961, Southern EJ
- "Abstract Economics as Absolute Ethics", 1966, Ethics.
- "Laissez Faire: Pro and con", 1967, JPE (repr. in 1999, II)
- "The Case for Communism: From the Standpoint of an Ex-liberal." (published posthumously) in Research in the History of Economic Thought and Methodology, edited by Warren J. Samuels, archival supplement 2 (1991): 57–108.
- Selected Essays by Frank H. Knight, Volume 1: "What is Truth" in Economics?, (ed. by Ross B. Emmett), 1999, ISBN 978-0-226-44695-0
- Selected Essays by Frank H. Knight, Volume 2: Laissez Faire: Pro and Con, (ed. by Ross B. Emmett), 1999, ISBN 978-0-226-44697-4

## Ocenění
- 1957, Medaille Francise A. Walkera od Americké ekonomické asociace
- 1961, Ocenění Golden Plate od American Academy of Achievement[7]